# Cataglyphis hellenicus
Cataglyphis hellenicus é uma espécie de inseto do gênero Cataglyphis, pertencente à família Formicidae.